# (5058) Tarrega
(5058) Tarrega ist ein Asteroid des Hauptgürtels, der am 28. Juli 1987 vom japanischen Astronomen Tsutomu Seki am Geisei-Observatorium (IAU-Code 372) in Geisei in der Präfektur Kōchi entdeckt wurde.
Benannt wurde der Asteroid nach dem spanischen Gitarristen und Komponisten Francisco Tárrega (1852–1909), der als Begründer der sogenannten neuen spanischen Gitarrenschule gilt.